# Werknesh Kidane
Werknesh Kidane (née le 21 novembre 1981 à Maychew) est une athlète éthiopienne spécialiste des courses de fond.
Elle se distingue dans l'épreuve de cross-country en remportant la course longue des Championnats du monde de cross 2003 et en obtenant cinq autres médailles individuelles entre 2002 et 2005. 
Sur piste, Werknesh Kidane remporte la médaille d'argent du 10 000 mètres lors des Championnats du monde 2003 de Paris-Saint-Denis, s'inclinant face à sa compatriote Berhane Adere. Elle termine au pied du podium des Jeux olympiques de 2004, puis sixième des Championnats du monde 2005.
Elle est mariée au fondeur Gebregziabher Gebremariam.